# 魔神英雄伝ワタル ANOTHER STEP
『魔神英雄伝ワタル ANOTHER STEP』（マシンえいゆうでんワタル アナザーステップ）は、広井王子作の小説。『魔神英雄伝ワタル』の後日談のひとつ。角川スニーカー文庫より1990年6月に出版された。広井の執筆した『ワタル』関連作品はこれのみである。続編『魔神英雄伝ワタル2』へのメディア媒体別の橋渡し的作品である。

## 登場人物
戦部ワタル

忍部ヒミコ

剣部シバラク

渡部クラマ

忍部幻龍斎

妖部オババ

忍部オジジ

アーサ雛
魔神鍜冶のひとり。モンジャ村出身で、努力で鍜冶になった。
虎王
元魔界皇子。ドアクダーの息により再び変えられてしまう。
トンカラリン
魔神鍜冶のひとり。邪虎丸の製作者。OAVにある鍜冶部姓は付けられていない。
トナリ
トンカラリンの弟子。
時間皇子
螺旋山に住まう聖龍殿に連なる者。現生界と神部界の時間を織り続ける役割を持つ。
ワルサー
ドアクダー親衛隊長。魔界にある魔王宮を守護し続けていたが、主が倒されたことを受け神部界へ向かい、微かな魔力を凝縮した指輪を造り、再び創界山へ侵攻しようとする。火輪塔の操縦者。
コクウ
ドアクダー親衛隊員。ワルサー配下。知的でなく肉体担当。鬼太鼓の操縦者。
メアード
夢の島の獣人。
正方形
世界の狭間の住人
直角二等辺三角形
世界の狭間の住人。
蜂須賀元八
ワタルの友人となる少年。アダ名はゲンパチ。

## 魔神
龍神丸（りゅうじんまる、RYUJINMARU）
龍王丸（りゅうおうまる、RYUOUMARU）
ワタルが操縦する救世主専用魔神。魂が一緒なので変身してもワタルは元の名前（龍神丸）で呼ぶ。
邪虎丸改（じゃこまるかい、JYAKOMARU KAI）
火輪塔能力に対抗すべく、在来機をトンカラリンに依頼して改修したもの。剣や盾を使う描写がなく、デビルタイガーミサイルしか装備していない。
青銅色の魔神（せいどうしょくのましん）
正式名称不明。魔神山へ侵入したワルサーを迎撃する為にトナリから調達した魔神。パイロットは渡部クラマ。胸部からミサイルを放つが、能力自体がいまいち。
日輪丸（にちりんまる、NICHIRINMARU）
トナリの父親が製作した丸魔神の一体。機動力に特化しているものの、決定打に欠ける不適合品。電撃鞭を手首から出す。
火輪塔（かりんとう、KARINTOU）
ワルサーが操縦する魔神。元々はトンカラリンが製作したもので、邪虎丸とは兄弟機である。
鬼太鼓（おにだいこ、ONIDAIKO）
コクウが操縦する魔神。
我王丸（がおうまる、GAOUMARU）
丸魔神の最新型。ロールアウトしたばかりだったがワルサーに強奪される。聞き間違いによりワルサー本人は魔王丸と呼んでいる。
※他の丸魔神は火輪塔によって倒されてしまっている。

## 余談
広井王子は当初、『魔動王グランゾート』の小説の執筆を予定していたが、気づいた時にはなぜか『ワタル』の小説が出来上がっていたという（作者あとがきより）。